# 유테이르 카고
유테이르 카고(영어: UTair Cargo, 러시아어: ЮТэйр- Карго)는 러시아의 화물 항공사로 로스치노 국제공항이 허브 공항으로 1997년에 설립되었고 주로 유럽 지역을 중심으로 화물 노선이 운항하고 있으며 이 외에도 DHL과 연계해 화물 노선을 운항하고 있다.

## 보유 기종
- 2012년 5월 기준으로 유테이르 카고는 다음과 같은 기종을 보유하고 있다.

| 기종               | 대수 | 비고 |
| ------------------ | ---- | ---- |
| 안토노프 An-2      | 11   |      |
| 안토노프 An-74-200 | 6    |      |